# Wilhelm Persson
Gustav Wilhelm Persson (* 4. Januar 1886 in Upplands Väsby; † 27. Mai 1955 in Gottröra) war ein schwedischer Schwimmer.

## Karriere
Persson nahm 1908 an den Olympischen Spielen in London teil. Hier erreichte er im Wettbewerb über 200 m Brust das Halbfinale.